# Circuito RL
Un circuito RL è un circuito elettrico del primo ordine basato su una resistenza e sulla presenza di un elemento dinamico, l'induttore.

## Circuito RL in evoluzione libera

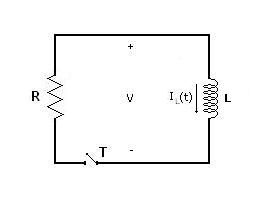
Circuito RL in evoluzione libera

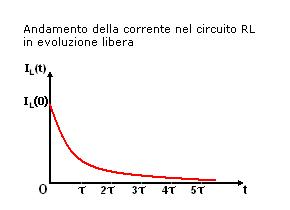
Andamento della corrente circolante in L per il circuito RL in evoluzione libera

Si chiama circuito RL in evoluzione libera il circuito mostrato in figura composto da una resistenza e da un induttore percorso da corrente. Evoluzione libera significa che il circuito non ha sorgenti esterne di tensione o di corrente, e questi funziona con corrente alternata.
Per trattare questo circuito è conveniente usare i teoremi che riguardano le correnti vista la dualità lineare del comportamento dei circuiti tra la tensione e la corrente.
Al tempo {\displaystyle t_{0}=0} la corrente che scorre attraverso L è {\displaystyle i_{L}(0)\neq 0}, questa viene presa come condizione iniziale. 
Applicando la legge di Kirchhoff delle correnti, l'equazione del circuito è:
{\displaystyle \;\;i(t)+i_{L}(t)=0\;\rightarrow {\frac {V(t)}{R}}+i_{L}(t)=0}
dove {\displaystyle i(t)} è la corrente elettrica circolante. La relazione caratteristica dell'induttore è ben nota:
{\displaystyle \;\;V(t)=L\cdot {\frac {di_{L}(t)}{dt}}}
allora l'equazione del circuito diventa un'equazione differenziale omogenea del primo ordine:
{\displaystyle \;\;{\frac {L}{R}}\cdot {\frac {di_{L}(t)}{dt}}+i_{L}(t)=0\;\rightarrow \;{\frac {di_{L}(t)}{dt}}+{\frac {R}{L}}i_{L}(t)=0}
Dalla teoria delle equazioni differenziali la sua soluzione è:
{\displaystyle \;\;i_{L}(t)=i_{L}(0)\cdot e^{-tR/L}}
La tensione segue la:
{\displaystyle \;\;V(t)=L\cdot {\frac {di_{L}(t)}{dt}}=-R\cdot i_{L}(0)\cdot e^{-tR/L}}
Al rapporto {\displaystyle {\frac {L}{R}}=\tau \,[s]} viene dato il nome di costante di tempo del circuito ed è una quantità caratteristica costante del circuito.
Fisicamente la tensione immagazzinata nell'induttore, espressa dalla relazione al momento iniziale, nel momento in cui l'interruttore T viene chiuso, viene scaricata entro il circuito: ciò produce una corrente elettrica, che dissipa completamente nella resistenza R l'energia che era immagazzinata nell'induttore; la corrente evolve secondo la legge data dalla soluzione dell'equazione del circuito: essa tende esponenzialmente a zero per {\displaystyle t\to \infty }. Il tempo caratteristico di questa caduta di corrente è proprio determinato dalla costante di tempo: essa è il valore dell'istante per il quale la corrente prende il valore di:
{\displaystyle i(\tau )=i(0){\frac {1}{e}}}

## Circuito RL con generatore di corrente costante

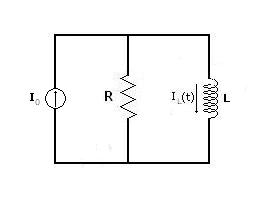
Circuito RL con generatore di corrente costante

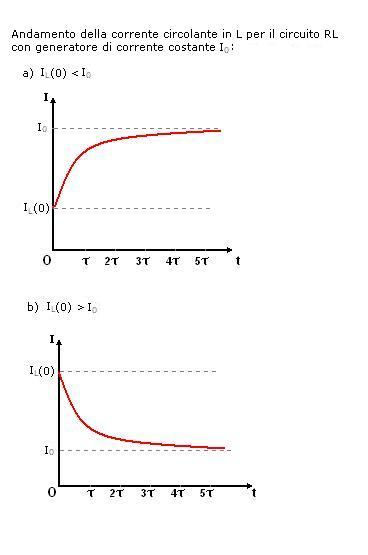
Andamento della corrente circolante in L per il circuito RL con generatore di corrente costante

Ipotizzando che il generatore di corrente eroghi una corrente {\displaystyle I_{0}} costante nel tempo, possiamo scrivere l'equazione di Kirchhoff delle correnti:
{\displaystyle \quad I_{0}=i(t)+i_{L}(t)={\frac {V(t)}{R}}+i_{L}(t)}
dove {\displaystyle V(t)} è la tensione. Sostituendo nella precedente relazione l'equazione caratteristica dell'induttore si ottiene un'equazione differenziale non omogenea del primo ordine:
{\displaystyle \quad I_{0}={\frac {L}{R}}\cdot {\frac {di_{L}(t)}{dt}}+i_{L}(t)\;\rightarrow \;{\frac {di_{L}(t)}{dt}}+{\frac {1}{\tau }}i_{L}(t)={\frac {I_{0}}{\tau }}}
dove {\displaystyle \tau ={\frac {L}{R}}} è la costante di tempo del circuito. Dalla teoria delle equazioni differenziali la sua soluzione è:
{\displaystyle \;\;i_{L}(t)=\left(i_{L}(0)-I_{0}\right)\cdot e^{-t/\tau }+I_{0}}
La tensione segue la:
{\displaystyle \;\;V(t)=L\cdot {\frac {di_{L}(t)}{dt}}=-R\cdot (i_{L}(0)-I_{0})\cdot e^{-t/\tau }}
Fisicamente la presenza della corrente costante del generatore induce che la corrente ai capi di L {\displaystyle i_{L}(t)} cresca esponenzialmente partendo da {\displaystyle i_{L}(t=0)=i_{L}(0)} fino a tendere al valore della corrente costante del generatore. Dunque per {\displaystyle t\to \infty } si ha che {\displaystyle i_{L}(t)\to I_{0}}. Viceversa la tensione indotta nel circuito è esponenzialmente decrescente da un valore iniziale {\displaystyle R\cdot i_{L}(0)} fino a tendere al valore costante {\displaystyle V_{0}=RI_{0}}.
Quando al tendere di {\displaystyle t\to \infty } la corrente {\displaystyle i_{L}(t)\to I_{0}=cost}, il circuito si comporta come un corto circuito. A regime di corrente costante un qualsiasi circuito composto da un numero arbitrario di resistenze e di generatori di corrente costanti e da un induttore può essere quantitativamente studiato utilizzando questa proprietà, cioè supponendo che il circuito in corrispondenza dell'induttore sia in corto circuito.
In particolare la risposta del circuito RL ad una corrente costante è composta di due parti: il termine
{\displaystyle \left(i_{L}(0)-I_{0}\right)e^{-t/\tau }}
è detto risposta transitoria o transiente del circuito, mentre il termine {\displaystyle I_{0}} è la risposta permanente o a regime del circuito.

## Circuito RL con generatore di corrente costante a tratti

### Risposta del circuito RL al gradino
Prendiamo un segnale a gradino del tipo:
{\displaystyle u(t)={\begin{cases}0&{\mbox{per }}t<0\\1&{\mbox{per }}t>0\end{cases}}}
Il calcolo della corrente ai capi di L è data per {\displaystyle t>0}:
{\displaystyle i_{L}(t)=I_{0}\left(1-e^{-{\frac {t}{\tau }}}\right)}
Ovviamente invece che a {\displaystyle t=0} si può scegliere qualsiasi istante {\displaystyle t_{0}} con le modifiche conseguenti:
{\displaystyle u(t-t_{0})={\begin{cases}0&{\mbox{per }}t<t_{0}\\1&{\mbox{per }}t>t_{0}\end{cases}}}
Il calcolo della corrente ai capi di L è data per {\displaystyle t>t_{0}}:
{\displaystyle i_{L}(t)=I_{0}\left(1-e^{-{\frac {t-t_{0}}{\tau }}}\right)\cdot u(t-t_{0})}
La corrente ai capi di L per {\displaystyle t<t_{0}} è nulla, per {\displaystyle t>t_{0}} cresce esponenzialmente esattamente come se vi fosse un generatore costante:
{\displaystyle I_{0}=u(t>t_{0})=1\cdot I_{0}}

### Risposta del circuito RL all'onda quadra
Applicando un segnale periodico a gradino si ha un'onda quadra:
{\displaystyle i(t)=I_{0}[u(t_{i})-u(t_{j})]\ }
la risposta del circuito RL è:
{\displaystyle i_{L}(t)=I_{0}\left(1-e^{-{\frac {t}{\tau }}}\right)}
ma bisogna distinguere i casi in cui {\displaystyle t<t_{0}} e {\displaystyle t>t_{0}}, cioè bisogna distinguere tra quando la durata dell'impulso {\displaystyle (t-t_{0})} è abbastanza lunga da permettere all'induttore di caricarsi quasi totalmente e quando invece questo non avviene. In pratica, poiché la costante di tempo determina tutte le caratteristiche del circuito, bisogna verificare se {\displaystyle \tau <<t_{0}} oppure {\displaystyle \tau >>t_{0}}, come nella figura a lato.

## Risposta in frequenza del circuito RL
Vediamo come si comporta il circuito RL applicando un generatore di onda sinusoidale. In questo caso possiamo applicare la legge di Kirchhoff per il circuito:
{\displaystyle I_{0}\sin(\omega t)={\frac {V(t)}{R}}+i_{L}(t)}
con gli stessi ragionamenti fatti all'inizio possiamo riscrivere l'equazione come:
{\displaystyle I_{0}\sin(\omega t)={\frac {L}{R}}{\frac {di_{L}(t)}{dt}}+i_{L}(t)}
e quindi risolvere l'equazione differenziale a coefficienti costanti con termine noto:
{\displaystyle {\frac {di_{L}(t)}{dt}}+{\frac {1}{\tau }}i_{L}(t)={\frac {I_{0}\sin(\omega t)}{\tau }}}
nella quale {\displaystyle \tau ={\frac {L}{R}}} è ancora la costante di tempo del circuito. La soluzione generale è data dalla somma della soluzione dell'omogenea associata:
{\displaystyle i_{L}(t)=i_{L}(0)e^{-{\frac {t}{\tau }}}}
e una soluzione particolare:
{\displaystyle K\sin(\omega t+\theta )\ }
dove K è una costante. Dunque:
{\displaystyle i_{L}(t)=i_{L}(0)e^{-{\frac {t}{\tau }}}+K\sin(\omega t+\theta )}
Anche in questo caso abbiamo una risposta transitoria data dall'esponenziale, la quale in un primo tempo, prevale sulla risposta permanente, data da un'altra sinusoide. Perciò per la durata del periodo di transizione la corrente ai capi di L prevale l'esponenziale e quindi essa si discosta dalla corrente sinusoidale di ingresso, dopo la fase transitoria la corrente ritorna ad essere una sinusoide con uguale pulsazione della corrente di ingresso. L'analisi di questo circuito può anche essere fatta per mezzo del metodo simbolico utilizzando i fasori, sostituendo alle grandezze sinusoidali il loro corrispondente fasore: i risultati sono identici, in quanto vige la legge di Ohm simbolica anche per regimi sinusoidali. In alternativa si può usare il metodo operatoriale più generale della trasformata di Laplace.

### Metodo simbolico per la risposta in frequenza
Utilizzando il metodo simbolico:
{\displaystyle {\frac {{\bar {I}}_{L}}{j\omega L}}+{\frac {1}{\tau }}{\bar {I}}_{L}={\frac {1}{\tau }}I_{0}}
da cui si ricava subito la corrente di uscita ai capi dell'induttore:
{\displaystyle {\bar {I}}_{L}={\frac {I_{0}j\omega \tau }{1+j\omega \tau }}}
Poiché generalmente questa è una grandezza complessa, essa varia in modulo e argomento:
{\displaystyle |{\bar {I}}_{L}|={\frac {I_{0}\omega \tau }{\sqrt {1+\omega ^{2}\tau ^{2}}}}}
{\displaystyle arg{\bar {I}}_{L}=...}
Per ritornare all'analisi nel tempo dobbiamo risostituire il modulo e l'argomento:
{\displaystyle i_{L}(t)=|{\bar {I}}_{L}|\cdot arg{\bar {I}}_{L}={\frac {I_{0}\omega \tau }{\sqrt {1+\omega ^{2}\tau ^{2}}}}\sin(\omega t-...)}
Da questa ricaviamo le altre informazioni sul circuito:
{\displaystyle V_{L}(t)=L\cdot {\frac {di_{L}(t)}{dt}}=-{\frac {\omega LI_{0}}{\sqrt {1+\omega ^{2}\tau ^{2}}}}\sin(\omega t-...)}
{\displaystyle i_{R}(t)={\frac {V_{L}(t)}{R}}={\frac {RI_{0}}{\sqrt {1+\omega ^{2}\tau ^{2}}}}\sin(\omega t-...)}
Si vede che il legame tra la corrente di uscita e quella di ingresso è del tipo:
{\displaystyle {\bar {I}}_{u}={\bar {H}}(j\omega )\cdot {\bar {I}}_{i}}
in generale {\displaystyle {\bar {H}}} è chiamata funzione di rete o di trasferimento ed è sempre una funzione reale di variabile complessa {\displaystyle j\omega }. La sola funzione di rete permette di riconoscere per mezzo del modulo di {\displaystyle {\bar {H}}} e del suo argomento, la risposta del circuito in regime variabile sinusoidale (o periodico in generale). Nel circuito RL in questione l'andamento del modulo e dell'argomento della funzione di rete è in figura (??). Il valore per cui:
{\displaystyle |{\bar {H}}|={\frac {1}{\sqrt {2}}}=...}
cioè:
{\displaystyle \omega _{t}={\frac {1}{\tau }}}
è chiamata pulsazione di taglio (a volte anche detta frequenza di taglio impropriamente ma intuitivamente poiché {\displaystyle \omega =2\pi f}) del circuito: dalla quale si possono dedurre le proprietà filtranti del circuito. Infatti per {\displaystyle \omega =\omega _{t}} il modulo e l'argomento di {\displaystyle {\bar {H}}} sono:
{\displaystyle |{\bar {H}}|={\frac {1}{\sqrt {2}}}{\mbox{ e }}arg{\bar {H}}=-45}
al di sotto di questa frequenza cioè per {\displaystyle \omega <\omega _{t}}:
{\displaystyle |{\bar {H}}|\approx 0{\mbox{ e }}arg{\bar {H}}\approx -90}
ciò indica che la risposta è praticamente azzerata con sfasamento massimo. Per {\displaystyle w\to \infty }, cioè per tutte le frequenze al di sopra della frequenza di taglio:
{\displaystyle |{\bar {H}}|\approx 1{\mbox{ e }}arg{\bar {H}}\approx 0}
quindi il segnale di uscita viene trasmesso pressoché identico a quello di ingresso con sfasamento nullo. Il circuito RL è un filtro passa alto, per questo motivo.
Un altro modo è quello di usare la metodo operatoriale al circuito RL che trasforma le equazioni differenziali (e integrali) in equazioni algebriche.